# ملیجت
ملیجت (به لاتین: Mljet) یک جزیره در کرواسی است که در Mljet واقع شده‌است. ملیجت ۱٬۰۸۸ نفر جمعیت دارد و ۵۱۴ متر بالاتر از سطح دریا واقع شده‌است.